# Carlos Salvatierra
Carlos Mario Salvatierra (Santiago del Estero, Argentina, 30 de enero de 1984) es un futbolista argentino, juega de delantero en Altos Hornos Zapla.

## Clubes
| Club                                   | País      | Año             |
| -------------------------------------- | --------- | --------------- |
| Club Atlético Banfield                 | Argentina | 2003 - 2005     |
| Brown de Adrogué                       | Argentina | 2005 - 2006     |
| Club Atlético Juventud (Pergamino)     | Argentina | 2006            |
| Mitre de Santiago del Estero           | Argentina | 2007            |
| Tristán Suárez                         | Argentina | 2007 - 2008     |
| Concepción Fútbol Club                 | Argentina | 2008 - 2009     |
| Central Córdoba de Santiago del Estero | Argentina | 2009 - 2012     |
| Guaraní Antonio Franco                 | Argentina | 2012 - 2013     |
| Jorge Newbery de Villa Mercedes        | Argentina | 2013            |
| Altos Hornos Zapla                     | Argentina | 2015 - presente |